# ون بيس: بيرنينغ بلاد

قائمة اللعبة المعربة بالكامل بعد التحديث التلقائي لبلاي ستيشن 4 رقم 1.02

ون بيس: بورنينغ بلود (بالإنجليزية: One Piece: Burning Blood)‏ (باليابانية: ワンピース バーニングブラッド) ، هي لعبة فيديو إلكترونية من نوع أكشن وقتال، أنتجها شركة بانداي نامكو اليابانية سنة 2016م، وتعمل لأنظمة بلاي ستيشن 4 وبلاي ستيشن فيتا المحمول وإكس بوكس ون ومايكروسوفت ويندوز. حيث تمت إدخال النصوص العربية في نسخة جهاز البلايستشن 4 بعد التحديث رقم 1.02.